# Repubblica dell'Afghanistan
Repubblica dell'Afghanistan (جمهوری افغانستان) fu la denominazione assunta dallo Stato afgano sotto il governo dittatoriale di Mohammed Daud Khan dal 1973 al 1978.

## Storia
Daoud Khan divenne il primo presidente dell'Afghanistan nel 1973, dopo aver deposto il sovrano Mohammad Zahir Shah in un colpo di Stato. Daoud è conosciuto per la sua politica progressista e per aver tentato di modernizzare il paese con l'aiuto, fra gli altri, dell'Unione Sovietica e degli Stati Uniti d'America.
Nel 1978 un colpo di Stato militare, conosciuto come la Rivoluzione di Saur, ebbe luogo con l'appoggio del Partito Democratico Popolare dell'Afghanistan. Daoud e la sua famiglia furono assassinati durante il golpe e venne fondata la Repubblica Democratica dell'Afghanistan (1978-1992).